# Wolfgang Otto
Wolfgang Gunther Klaus Otto (ur. 23 sierpnia 1911, zm. 3 grudnia 1989 w Geldern) – niemiecki zbrodniarz wojenny, członek załogi niemieckiego obozu koncentracyjnego Buchenwald oraz SS-Stabsscharführer.
Członek załogi Buchenwaldu od 1 września 1939 do kwietnia 1945 roku. Pełnił służbę kolejno jako strażnik, urzędnik rachunkowy w obozowej administracji oraz urzędnik i sierżant sztabowy komendantury. Otto koordynował masowe egzekucje przeprowadzane przez Kommando 99. W sumie uczestniczył w przynajmniej 50 egzekucjach.
Po zakończeniu wojny Wolfgang Otto zasiadł na ławie oskarżonych w procesie załogi Buchenwaldu przed amerykańskim Trybunałem Wojskowym w Dachau i skazany został na 20 lat pozbawienia wolności. Więzienie w Landsbergu opuścił w 1952 roku. W 1985 został ponownie oskarżony, tym razem o pomocnictwo do zabójstwa Ernsta Thälmanna. W 1986 roku sąd w Krefeld skazał Otto na 4 lata więzienia, lecz w rozprawie rewizyjnej w 1988 został on uniewinniony. Zmarł w początkach grudnia 1989 roku.